# Achille Allier
Achille Allier (Montluçon 1807, Bourbon-l'Archambault 1836) foi um historiador francês.

## Biografia
Filho de um mercador da cidade, Allier foi para Paris com a finalidade de estudar direito, e obteve uma licença que o dissuadiu, portanto, a não se queixar da moral degradante bastante popular na capital. Ele retornou a província para se estabelecer em Bourbon l'Archambault.
Victor Hugo, próximo da família real de Orleães, encoraja Achille Allier a contribuir para a renovação do interesse pelas províncias francesas. Ambos viram nela um meio de se opor a fragmentação departamental, e para contestar o Jacobinismo.
Durante sua curta existência, Achille Allier mostrou um trabalho exemplar como arqueólogo acadêmico, bem como desenhista ilustrador e diretor da revista Art en Province (Arte na província), que ele fundou em 1835.. Maria Amélia de Bourbon, esposa de Luís Felipe, apreciava vários desenhos do jovem provincial, e entre estes, muitas vezes é relatado La jeune fille de la garde (A jovem filha da guarda) que a rainha adquiriu em 1835.
Achille Allier morreu em 1836 de um acidente vascular cerebral.

## Honras
Uma placa foi afixada no local de seu nascimento em Montluçon, na rua Notre-Dame, 18. Uma rua de Bourbon-l'Archambault leva o seu nome e um busto, erguido sobre um pilar e próximo a igreja, relembra a sua memória.
O Prêmio Achille Allier, criado em 1991 e cujo objetivo é premiar todo o trabalho referente a  ruralidade burbonesa,  é concedido anualmente.

## Obras
- Esquisses bourbonnaises, 1831, com ilustrações de sua mão (cenas da vida rural).
- La vie et les miracles, (1836), grande desenho em cores dedicado ao santo Pourçain (uma reedição em cromolitografia de sua obra, por Desrosiers, em 1855, premiado na exposição universal).
- Foi uma publicação em dois volumes da tipografia original intitulada L'Ancien Bourbonnais que assegurou a celebridade atual de Achille Allier. O primeiro volume data de 1833, sob condução direta do autor enquanto o segundo volume, datado de 1837 foi desenvolvido por seu amigo o historiador Adolphe Michel, a partir de numerosas notas deixadas pelo falecido Achille Allier.